# Graf-Wilhelm-Straße 1 (Bregenz)

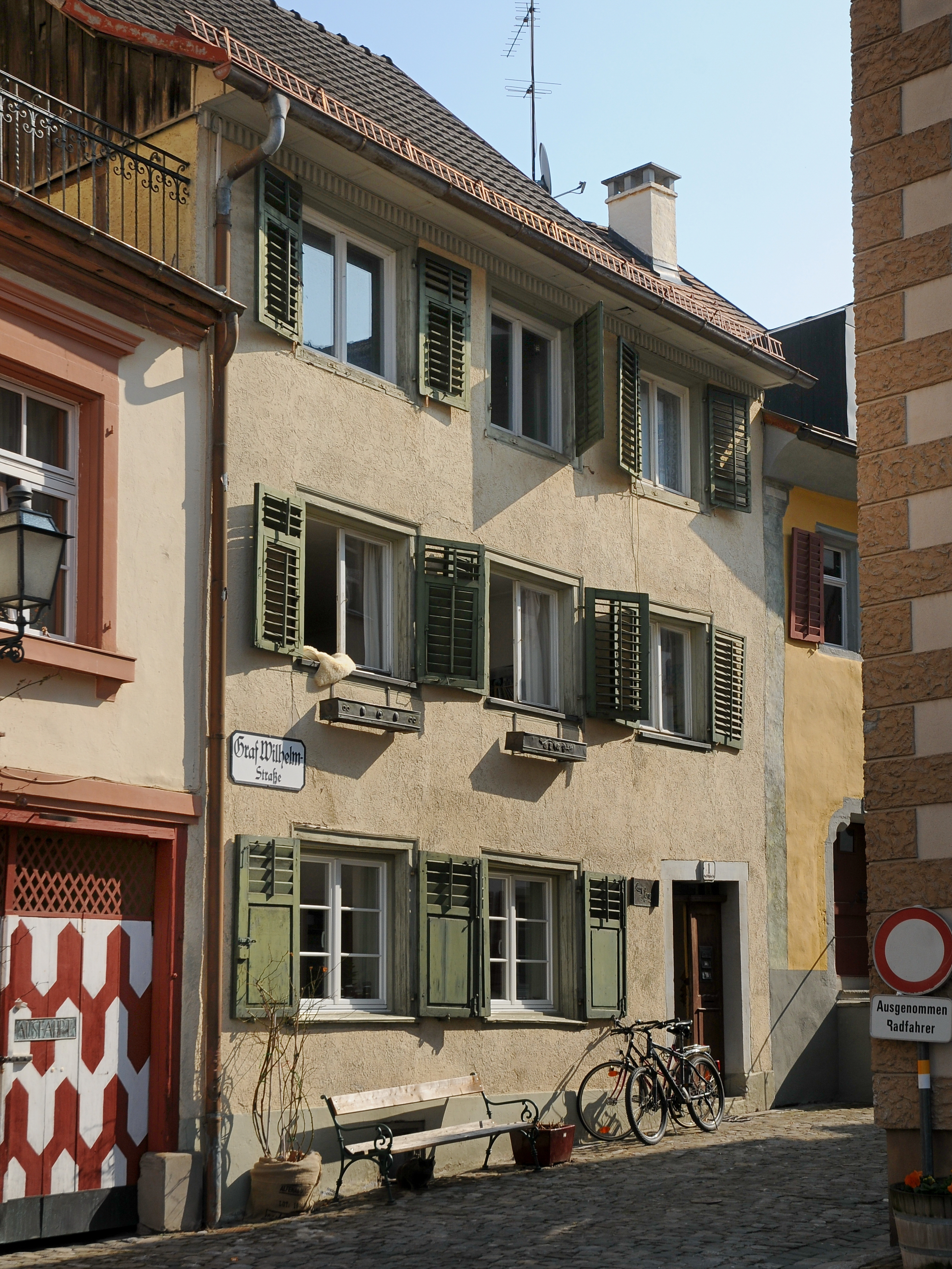
Graf-Wilhelm-Straße 1

Das Haus Graf-Wilhelm-Straße 1 ist ein Wohnhaus in der Oberstadt von Bregenz. Das Bauwerk steht unter Denkmalschutz (Listeneintrag).

## Geschichte
Das Wohnhaus stammt aus der ersten Hälfte des 19. Jahrhunderts. Der Baukern ist jedoch wesentlich älter.

## Architektur
Das Wohnhaus ist dreigeschoßig und ist teilweise bruchsteingemauert, teilweise auch in Riegelbauweise errichtet. Die Hoffassade weist teilweise gotische Elemente auf. Die straßenseitige Fassade weist drei Fensterachsen auf. Die Fenster haben eine profilierte Holzrahmung. Unter dem Dach ist ein Zahnschnittfries. In der rechten Seitenachse ist ein Portal mit Sandsteingewänden und Torblättern mit geschwungenen Füllungen. Die Schlagleiste ist kanneliert. Die Oberlichte ist bunt verglast.
Im Inneren des Hauses ist eine Holztreppe mit gedrechseltem Geländer. Im ersten Obergeschoß weist ein Raum Stuckornamentstreifen an der Decke auf.